# Tzompantepec
Tzompantepec es una localidad del estado mexicano de Tlaxcala. Es cabecera del municipio de Tzompantepec.

## Demografía
| Censo | Población |
| ----- | --------- |
| 1900  | 738       |
| 1910  | 807       |
| 1921  | 679       |
| 1930  | 854       |
| 1940  | 508       |
| 1950  | 926       |
| 1960  | 1085      |
| 1970  | 1053      |
| 1980  | 1010      |
| 1990  | 1335      |
| 1995  | 1466      |
| 2000  | 1489      |
| 2005  | 1906      |
| 2010  | 1869      |
| 2020  | 2102      |